# Moderates Maß
Ein moderates Maß, auch moderates Borel-Maß genannt, ist ein Begriff aus der Maßtheorie, einem Teilgebiet der Mathematik, das sich mit verallgemeinerten und abstrahierten Längen- und Volumenbegriffen beschäftigt und damit die Basis für die Stochastik und die Integrationstheorie bildet.
Als moderate Maße bezeichnet man hier spezielle Maße auf Hausdorff-Räumen, die Borel-Maße sind und für die eine abzählbare Überdeckung des Grundraumes aus offenen Mengen endlichen Maßes existiert. Moderate Maße ermöglichen es, allgemeinere Kriterien für die Regularität des Maßes anzugeben, wie es zum Beispiel die Endlichkeit des Borel-Maßes erlauben würde.
Moderate Maße wurden erstmals von Nicolas Bourbaki 1969 eingeführt.

## Definition
Gegeben sei ein Hausdorff-Raum {\displaystyle (X,\tau )} und sei {\displaystyle {\mathcal {B}}=\sigma (\tau )} die zugehörige Borelsche σ-Algebra. Ein Borel-Maß
{\displaystyle \mu :{\mathcal {B}}\to [0,\infty ]}
heißt ein moderates Maß, wenn es offene Mengen {\displaystyle (O_{n})_{n\in \mathbb {N} }} gibt, so dass {\displaystyle \mu (O_{n})<\infty } für alle {\displaystyle n\in \mathbb {N} } ist und
{\displaystyle X=\bigcup _{n\in \mathbb {N} }O_{n}} gilt.
Dabei wird ein Maß als Borel-Maß bezeichnet, wenn es lokal endlich ist, also wenn es zu jedem {\displaystyle x\in X} eine Umgebung  {\displaystyle U_{x}} mit {\displaystyle \mu (U_{x})<\infty } gibt.

## Beispiel
Das Lebesgue-Maß auf {\displaystyle \mathbb {R} } ist ein moderates Maß, denn es ist lokal endlich. Dazu wählt man zu jedem Punkt {\displaystyle x} die Umgebung {\displaystyle U_{x}=(x-\epsilon /2,x+\epsilon /2)}, dann ist {\displaystyle \lambda (U_{x})=\epsilon } und damit endlich. Eine mögliche offene Überdeckung wären  die Mengen {\displaystyle O_{n}=(-n,n)}.

## Eigenschaften
- Jedes moderate Maß ist ein σ-endliches Maß, denn die Forderung einer offenen Überdeckung ist eine stärkere Forderung als die Überdeckung mit beliebigen Mengen wie sie bei der σ-Endlichkeit gefordert wird. Die umgekehrte Folgerung, also von der σ-Endlichkeit zum moderaten Maß, gilt aber im Allgemeinen nicht.
- Jedes von außen reguläre σ-endliche Borel-Maß ist moderat. Denn ist {\displaystyle (M_{n})_{n\in \mathbb {N} }} eine Folge von Mengen endlichen Maßes, die {\displaystyle X} überdeckt, so folgt aus der Regularität von außen, dass es zu jedem {\displaystyle M_{n}} eine offene Menge {\displaystyle U_{M_{n}}} gibt mit {\displaystyle \mu (M_{n})\leq \mu (U_{M_{n}})=\mu (M_{n})+\epsilon <\infty }. Demnach liefern die {\displaystyle U_{M_{n}}} eine offene Überdeckung mit Mengen endlichen Maßes wie für ein moderates Maß gefordert wird.
- Jedes Borel-Maß auf einem σ-kompakten Raum ist moderat. Denn dann existieren kompakte Mengen {\displaystyle (K_{n})_{n\in \mathbb {N} }}, so dass

{\displaystyle X=\bigcup _{n\in \mathbb {N} }K_{n}}
ist. Nach Definition der Kompaktheit gibt es zu der offenen Überdeckung {\displaystyle (U_{x}^{m})_{x\in K_{m}}} von {\displaystyle K_{m}} eine endliche Teilüberdeckung  {\displaystyle (U_{x_{i}}^{m})_{i\in I_{m}}}. Aufgrund der lokalen Endlichkeit des Borel-Maßes ist dann {\displaystyle \mu (U_{x_{i}}^{m})<\infty } für alle {\displaystyle i\in I_{m}} und {\displaystyle m}. Damit bilden die Mengen
{\displaystyle (O_{n})_{n\in \mathbb {N} }:=\left(\bigcup _{i\in I_{n}}U_{x_{i}}^{n}\right)_{n\in \mathbb {N} }}
eine offene Überdeckung von {\displaystyle X} mit Mengen endlichen Maßes.
- Jedes Borel-Maß auf einem Hausdorff-Raum mit abzählbarer Basis ist moderat. Dies zeigt man, indem man eine gegebene Basis so modifiziert, dass sie nur Mengen endlichen Maßes enthält und anschließend zeigt, dass es sich immer noch um eine Basis handelt. Die abzählbar vielen Basismengen sind dann per Definition offen, besitzen jeweils nur endliches Maß und erfüllen damit die Anforderungen.
- Jedes Borel-Maß auf einem Lindelöf-Raum ist moderat. Die lokale Endlichkeit von {\displaystyle \mu } liefert eine offene Überdeckung des Raumes durch Mengen endlichen Maßes, die Lindelöf-Eigenschaft erlaubt nun aus dieser eine abzählbare Teilüberdeckung auszuwählen. Die beiden obigen Beispiele sind somit ein Spezialfall dieser Eigenschaft.

## Moderate Maße und reguläre Maße
Moderate Maße liefern wichtige Regularitätsaussagen für Borel-Maße. Dabei nutzt man aus, dass für eine offene endliche Überdeckung {\displaystyle (O_{n})_{n\in \mathbb {N} }} das Borel-Maß {\displaystyle \mu } eingeschränkt auf {\displaystyle {\mathcal {B}}|_{O_{n}}} endlich ist und damit viele Regularitätseigenschaften endlicher Borel-Maße sich auf moderate Borel-Maße übertragen.

### Auf Hausdorff-Räumen
Beispielsweise gilt in Hausdorff-Räumen, dass wenn {\displaystyle \mu } ein moderate Borel-Maß ist und jede offene Menge mit endlichem Maß von innen regulär ist, dass dann auch {\displaystyle \mu } regulär ist.
Daraus folgt mit den obigen Eigenschaften sofort, dass für einen Hausdorff-Raum {\displaystyle X} die folgenden Schlüsse gelten:
1. Ist {\displaystyle X} σ-kompakt, so ist jedes Borel-Maß, bei dem jede offene Menge endlichen Maßes von innen regulär ist, auch regulär.
2. Daraus folgt direkt, dass jedes Radon-Maß auf σ-kompaktem {\displaystyle X} moderat und regulär ist. Hierbei bezeichnet ein Radon-Maß ein von innen reguläres Borel-Maß.
3. Ist jede offene Menge σ-kompakt, so ist jedes Borel-Maß moderat und regulär. Denn jede σ-kompakte Menge ist von innen regulär.

### Auf polnischen Räumen
Nach dem Satz von Ulam ist jedes Borel-Maß auf einem polnischen Raum regulär und moderat.